# 大泉寺 (甲府市)
大泉寺（だいせんじ）は、山梨県甲府市古府中町にある寺院。曹洞宗寺院で、山号は万年山。本尊は釈迦如来。
甲府駅より北川の周囲を山に囲まれた相川扇状地の開口部に広がる市北部のうち、東側に突出した愛宕山から北へ続く大笠山西麓部に位置する。甲府の南北基幹街路のひとつである大泉寺小路に沿い、西には濁川支流の藤川が流れる。

## 沿革
戦国期に甲斐国守護の武田信虎は家督相続後に国内統一を進め、1519年（永正16年）には本拠を石和から甲府へ移転する。甲府は居館の躑躅ヶ崎館を中心とした城下町整備が進められ、それに伴い諸寺院も移転される。
大泉寺は大永年間に巨摩郡島上条に創建され、後に甲府へ移転される。『甲斐国志』に拠れば、もとは密教寺院の大川寺であったが、1521年（大永元年）に信虎は嫡男（武田信玄）誕生の際に霊夢を見て改宗・改称させたとする信玄誕生説話がある。
信虎期から晴信期にかけて中山広厳院や信濃国岩村田の龍雲寺とともに甲斐国領国内の曹洞宗寺院を統括する僧録所となる。
『広厳大通禅師譫語集』によれば二世住職の吸江英心（きゅうこうえいしん）は武田信縄の次男で、現在の甲斐市竜王町に所在する慈照寺の真翁宗見に師事する。吸江英心は永正16年（1519年）に武田信虎の甲府開創に際して、天桂禅長を招き大泉寺を創建する。
天桂禅長は加賀国能美郡出身で、甲斐国における最大門派となった雲岫派の法系。永正14年（1517年）に甲斐国へ入ると吸江英心と同じく慈照寺の真翁宗見の弟子となる。天桂禅長は大永4年（1524年）に死去し、吸江英心が跡を継ぐと二世住職となる。
父信虎を追放して国主となった晴信時代にも保護を受け、寺領の寄進を受けている。1564年（永禄7年）3月の火災では堂宇が焼失し、再建されている。
武田信玄の長女（黄梅院）は相模国北条氏政の室として嫁いだが、1568年（永禄12年）に死去した。信玄は黄梅院の供養と彼女のために出家した局（侍女）のために巨摩郡南古郷の地が知行として与えられ、1572年（元亀3年）には巨摩郡竜地に菩提寺である黄梅院が建立されており、大泉寺の子院となっている。
1574年（天正2年）には武田信虎が流寓していた信濃国高遠で死去し、同国岩村田（長野県佐久市）の竜雲寺から大禅師北高全祝が招かれて信虎の葬儀を執り行っている。葬儀に際しては、信虎3男の武田信廉（信綱、逍遙軒）の描いた武田信虎画像が奉納されている。武田勝頼時代にも寺領安堵を受け禁制を下されている。1578年（天正6年）には曹洞宗法度を制定しており、竜雲寺とともに信玄時代に信濃へと拡大した武田氏領国内の曹洞宗寺院を統括していた。
武田氏滅亡後も徳川氏から豊富系大名には寺領を安堵され国内曹洞宗寺院の管轄も続いたが、江戸時代には寺領は削減された。近世には甲府藩主・柳沢氏が岩窪（甲府市岩窪町）に黄檗宗寺院の永慶寺が創建されている。享保年間に柳沢氏は大和郡山に転封され、永慶寺仏殿が大泉寺に移築されているが、後に焼失している。

## 富士見池の伝承
境内には富士見池（大泉）があり、『甲州巡見記』に拠れば甲斐国繁栄の様子が映ったという伝承を持つ。また、文政10年（1827年）の大泉寺縁起（「甲州文庫」）や『裏見寒話』、文化11年（1841年）の『甲斐国志』、嘉永2年（1849年）『懐宝甲府絵図』等に拠れば、富士見池の水面には富士山の姿が写ったという。特に『甲斐国志』では富士見池には「士峰寒影」が映ったと記され、「士峰」は富士の意味であるが、「寒影」は漢詩における月光の意味のほかに「冬の姿」と解釈されることも指摘され、富士見池には冠雪した冬の富士の姿が映ったとする伝承であるとも考えられている。
甲斐国において水面に冬の富士が映ったとする類例は他にもあり、『裏見寒話』によれば現在の甲府市太田町に所在する時宗寺院・一蓮寺境内の池や、一蓮寺の旧地である一条小山に築城された甲府城の堀にも冬の富士が映ったとする伝承を記録している。こうした伝承を踏まえて、江戸後期に浮世絵師の歌川国芳は弘化4年（1847年）から嘉永5年（1851年）刊行の『甲州一蓮寺地内 正木稲荷之略図』において一蓮寺を描き、和歌において一蓮寺の池に映る冬の富士を暗示させていることが指摘されている。
また、同じ浮世絵師の葛飾北斎は『冨嶽三十六景』の一図「甲州三坂水面」において鎌倉往還の御坂峠から見える河口湖と富士の姿を描いており、実景の富士が夏山なのに対し、湖面に映る逆さ富士は冠雪した冬の姿として描かれている。北斎は甲斐を訪れた確実な記録がなく、大泉寺縁起や他の甲斐における水面に映る富士の伝承を知っていたのかは不明であるが、北斎は水面には隠された本当の姿が映るという近世期の一般的感性を共有していたことが指摘される。

## 文化財

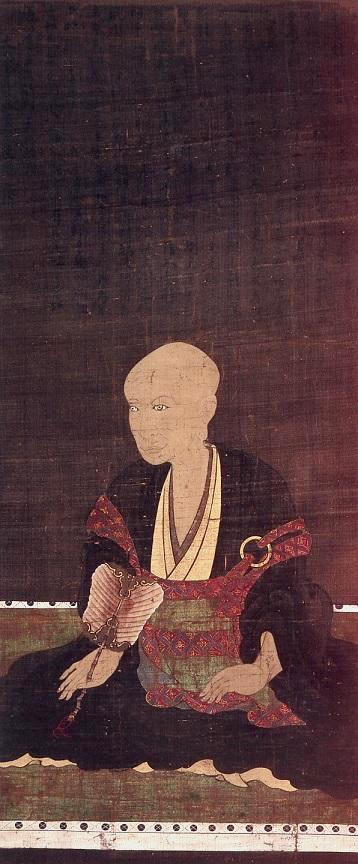
絹本著色武田信虎像

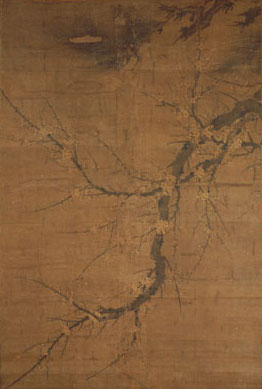
絹本墨画松梅図

重要文化財（国指定）
- 絹本着色武田信虎像

戦国時代の肖像画。開祖・武田信虎三男の信廉（逍遥軒信綱）により描かれた信虎の肖像で、天正2年（1574年）の作。絹本着色。寸法は縦82.0センチメートル、横46.5センチメートル。信虎は元亀4年（1573年）の信玄没後に信濃国高遠に帰着し、同地で死去している。信廉は当時高遠城に在城しており、直接対面して描かれたものであると考えられている。深緑の内衣に白小袖、黒染の法衣をまとっている。剃髪し法体となった晩年の姿が描かれている。中世的な肖像画と異なり画中における信虎の姿が大きく描かれており、同じく法体姿の武家の肖像画として、大友宗麟や北条早雲の肖像と比較される。画中には長禅寺住職・春国光新の賛文が寄せられているが、同じく信廉の筆で長禅寺に奉納されている大井夫人（信虎正室で信廉の母）の肖像には大泉寺住職の賛文が寄せられており、両寺の交流が窺える。なお、信虎の肖像はもう一幅制作され、こちらは高野山に奉納されている。
- 絹本墨画松梅図

元代の文人画家呉太素の作。
山梨県指定文化財
- 大泉寺文書 20点
- 金銅金具装笈（おい） 2基

山梨県指定史跡
- 武田信虎墓